# Mark Landler
Mark Aurel Landler (* 26. Oktober 1965 in Stuttgart) ist US-amerikanischer Journalist. Seit Juli 2002 ist der Wirtschaftskorrespondent für Europa und Korrespondent für Deutschland der New York Times mit Sitz in Frankfurt am Main.

## Karriere
Landler begann seine Karriere bei der New York Times 1987 als Assistent, nachdem der sein Studium an der Georgetown University mit einem Bachelor of Science in internationaler Politik beendet hatte.
Nach fünf Jahren als Redakteur bei der Business Week wurde Landler 1995 Finanzjournalist bei der New York Times mit dem Schwerpunkt Medien und Telekommunikation.
Von 1997 bis 1998 war er Stipendiat von Reuters an der Oxford University und anschließend vier Jahre Büroleiter bei der New York Times in Hongkong, wo er aus 17 zentral- und südasiatischen Länder berichtete.

## Persönliches
Landler ist verheiratet und lebt mit seiner Frau, einem Sohn und einer Tochter in Frankfurt.